# Mau egiziano
Il Mau egiziano, meglio conosciuto con la denominazione inglese di Egyptian Mau o, in modo meno preciso, Egyptian Mao, è una razza di gatto tra le più antiche ad essere state allevate dall'uomo.

## Storia
Era un gatto ritenuto sacro agli antichi egiziani, che li allevavano già nel 2000 a.C.
Nel 1954 la principessa russa Nathalie Trubeckoj portò due esemplari a Roma e poi, nel 1956, si trasferì in Canada, dove fondò un allevamento chiamato "Fatima", dove si impegnò a selezionare i soggetti più belli e gradevoli. Nel 1977 la CFA (Cat Fanciers's Association) riconobbe la razza, che venne presentata alle esposizioni e che, di conseguenza, ebbe un maggior successo oltreoceano.

## Descrizione
Nel mau egiziano, i soggetti maschio e femmina condividono l'allevamento dei gattini.
Può accadere che alcuni maschi prendano parte al parto, tagliando il cordone ombelicale ai gattini. Analogamente, alcuni gatti partecipano all'educazione dei gattini. Se l'apprendimento della caccia è un compito riservato alla femmina, quello della toeletta è talvolta lasciato al maschio.